# Microprotus antarcticus
Microprotus antarcticus är en kräftdjursart som beskrevs av Ernst Vanhöffen 1914. Microprotus antarcticus ingår i släktet Microprotus och familjen Munnopsidae. Inga underarter finns listade i Catalogue of Life.